# Massena, Iowa
Massena är en ort i Cass County i Iowa. Orten har fått sitt namn efter Massena, New York. Vid 2010 års folkräkning hade Massena 355 invånare.